# Molnár F. Árpád
Molnár F. Árpád, művésznevén Eli (született Molnár Ferenc Árpád, Kecskemét, 1972. november 13. –) magyar médiaszemélyiség, internetes újságíró, jogvédő.
A hirhatter.com alapító-főszerkesztője.

## Élete és tevékenysége
Kecskeméten született 1972. november 13-án.

Az echelon8-on látható idézés szerint a Fővárosi Főügyészség 2008-ban gyanúsítottként beidézte államtitoksértés bűntette miatt.
A BRFK Szervezett Bűnözés Elleni Főosztálya 2011-ben felfüggesztési felszólítással fordult a hirhatter.com portál oldal üzemeltetőjéhez, azzal az indoklással, hogy az internetes oldal tartalmával bűncselekményt valósítottak meg (önkényuralmi jelképeket tettek közzé); ezt követően az üzemeltető felfüggesztette az internetes oldal üzemeltetését.
Molnár élesen bírálja a magyarországi politikai elitet, egyes videóiban az Amerikai Egyesült Államokat a „Sátán Tengelyhatalmának”, Barack Obamát pedig – több alkalommal is – „afroamerikai tömeggyilkos hóhérnak” nevezi.